# Much Afraid
Much Afraid é o segundo álbum de estúdio da banda Jars of Clay, lançado em 1997.
Com este álbum, a banda ganhou o seu primeiro Grammy Award, na categoria de Best Pop/Contemporary Gospel Album
O disco atingiu o nº 8 da Billboard 200 e o nº 2 do Top Contemporary Christian.

## Faixas

### Edição regular
1. "Overjoyed" - 2:58
2. "Fade to Grey" - 3:34
3. "Tea and Sympathy" - 4:51
4. "Crazy Times" - 3:34
5. "Frail" - 6:57
6. "Five Candles (You Were There)" - 3:48
7. "Weighed Down" - 3:39
8. "Portrait of an Apology" - 5:43
9. "Truce" - 3:11
10. "Much Afraid" - 3:53
11. "Hymn" - 3:53

### Edição Japonesa
1. "Overjoyed" - 2:58
2. "Fade to Grey" - 3:34
3. "Tea and Sympathy" - 4:51
4. "Crazy Times" - 3:34
5. "Frail" - 6:57
6. "Five Candles (You Were There)" - 3:48
7. "Weighed Down" - 3:39
8. "Portrait of an Apology" - 5:43
9. "Truce" - 3:11
10. "Much Afraid" - 3:53
11. "Hymn" - 3:53
12. "The Chair" - 5:22 (Da banda sonora de The Long Kiss Goodnight)
13. "Sleepers" - 1:54

## Créditos
- Dan Haseltine - Vocal, percussão
- Stephen Mason - Guitarra, vocal de apoio
- Matt Odmark - Guitarra, vocal de apoio
- Charlie Lowell - Teclados, vocal de apoio